# Sankt-Nikolaus-Kapelle (Baden)

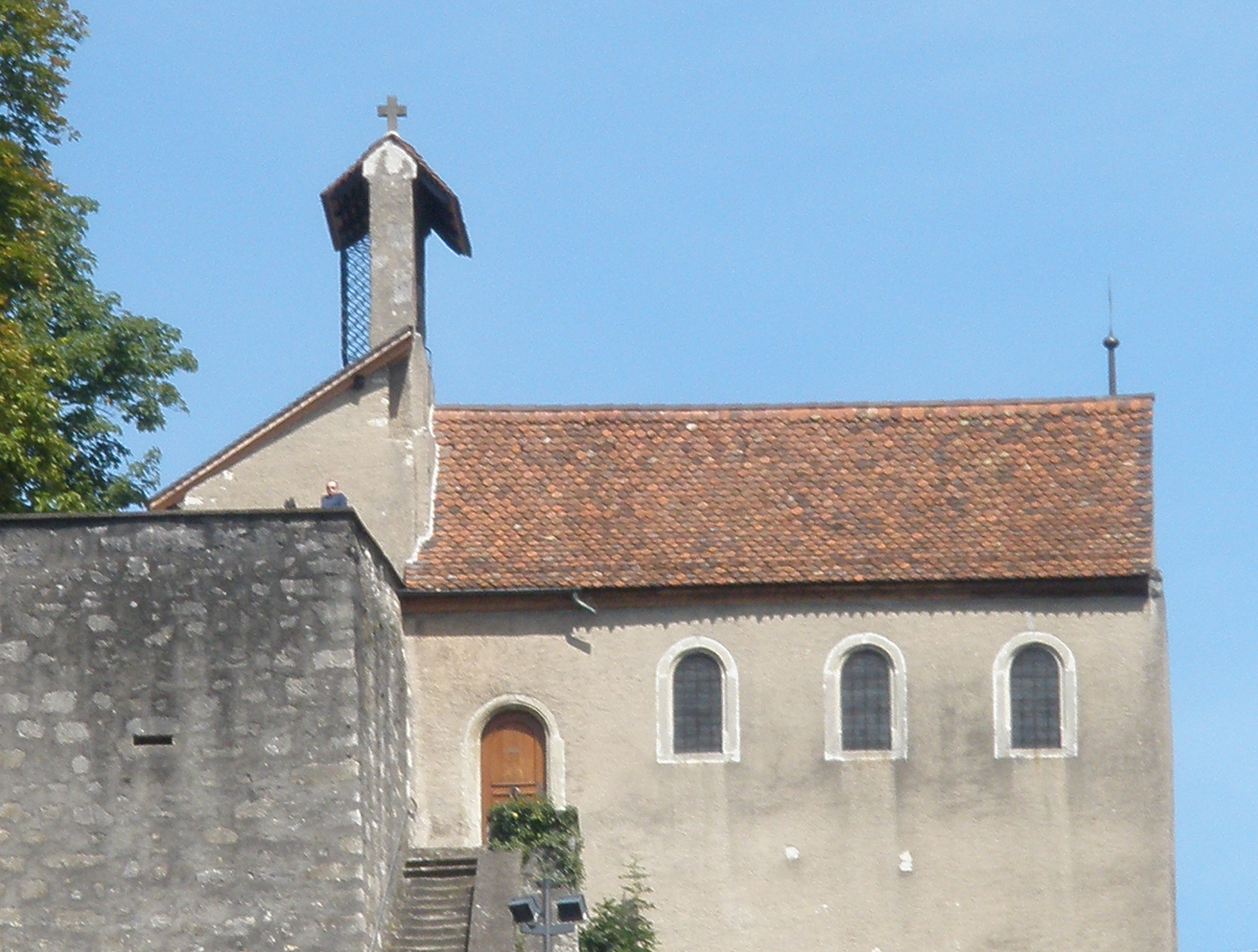
Sankt-Nikolaus-Kapelle von Süden

Die Sankt-Nikolaus-Kapelle ist eine Kapelle in Baden in der Schweiz. Sie steht auf dem Grat des Schlossbergs und war im Mittelalter die Hofkapelle von Burg Stein.
Sie bildet den äussersten Abschluss der Ruine Stein und ist mit dem Wachtturm das einzige Gebäude, das die Schleifung der Burg im Jahr 1415 überstanden hat. Urkundlich erwähnt wird sie erstmals 1346, aber vermutlich bestand sie bereits zur Zeit von König Rudolf von Habsburg. Herzog Leopold IV. versah sie 1398 mit eigenen Pfründen. Die Kapläne waren unabhängig von den Stadtbehörden und direkt den Herzögen oder deren Vögten unterstellt. Nach der erneuten Zerstörung der zwischenzeitlich zur Festung ausgebauten Burg im Jahr 1712 wurde die Kapelle restauriert und erhielt ihr heutiges Aussehen.
Die Kapelle ist ein einfacher, 11 m langer und 5,5 m breiter Kubus mit einem Satteldach und einem Glockenträger über der Westwand. Der Innenraum hat ein Tonnengewölbe und auf der Ostseite einen im Jahr 1716 gefertigten frühbarocken Altar mit einem Bild von Nikolaus von Myra, dem Kirchenpatron. Die ältere der beiden Glocken (gegossen 1652) stammt aus dem 1841 aufgehobenen Kapuzinerkloster, die jüngere wurde 1935 von der Firma H. Rüetschi in Aarau hergestellt. Östlich der Kapelle führen die Reste der alten Stadtmauer zum Stadtturm hinunter.
Heute ist die Kapelle im Eigentum der Einwohnergemeinde Baden und steht zusammen mit der Ruine Stein unter Denkmalschutz.